# كاثرين فورد
كاثرين فورد (بالإنجليزية: Katharine Ford)‏ هي دراجة بريطانية، ولدت في 4 أبريل 1986.